# New Orleans Saints 2024
La stagione 2024 dei New Orleans Saints è stata la 58ª della franchigia nella National Football League e la terza e ultima con Dennis Allen come capo-allenatore.
Il 4 novembre 2024, dopo che nel nono turno della stagione regolare arrivò la settima sconfitta di fila, Allen fu licenziato e la squadra affidata ad interim al coordinatore degli special teams, Darren Rizzi.

## Scelte nel Draft 2024
| Scelte dei Saints nel Draft 2024 |        |                                  |                                  |                                  |                                |
| Giro                             | Scelta | Giocatore                        | Ruolo                            | College                          | Note                           |
| 1                                | 14     | Taliese Fuaga                    | OT                               | Oregon State                     |                                |
| 2                                | 41     | Kool-Aid McKinstry               | CB                               | Alabama                          | da New York Jets via Green Bay |
| 2                                | 50     | Scambiata con Philadelphia       | Scambiata con Philadelphia       | Scambiata con Philadelphia       |                                |
| 3                                | 81     | Scambiata con Seattle via Denver | Scambiata con Seattle via Denver | Scambiata con Seattle via Denver |                                |
| 4                                | 116    | Scambiata con Jacksonville       | Scambiata con Jacksonville       | Scambiata con Jacksonville       |                                |
| 5                                | 150    | Spencer Rattler                  | QB                               | South Carolina                   |                                |
| 5                                | 168    | Scambiata con Green Bay          | Scambiata con Green Bay          | Scambiata con Green Bay          |                                |
| 5                                | 170    | Bub Means                        | WR                               | Pittsburgh                       | Scelta compensatoria           |
| 5                                | 175    | Jaylan Ford                      | LB                               | Texas                            | Scelta compensatoria           |
| 6                                | 190    | Scambiata con Green Bay          | Scambiata con Green Bay          | Scambiata con Green Bay          |                                |
| 6                                | 199    | Khristian Boyd                   | DT                               | Northern Iowa                    | da Philadelphia                |
| 7                                | 238    | Scambiata con Houston            | Scambiata con Houston            | Scambiata con Houston            |                                |
| 7                                | 239    | Josiah Ezirim                    | OT                               | Eastern Kentucky                 | da Denver via L.A. Rams        |

## Staff
| Staff dei New Orleans Saints |
| --- |
| Organi dirigenziali - Proprietario - Gayle Benson - Presidente – Dennis Lauscha - Vice presidente esecutivo/General Manager – Mickey Loomis - Vice presidente senior/Chief Operating Officer – Ben Hales - Assist. General Manager/Direttore degli osservatori del college – Jeff Ireland - Vice presidente dell'amministrazione del football – Khai Harley - Direttore delle operazioni – James Nagaoka - Direttore degli osservatori dei professionisti – Justin Matthews - Direttore del personale professionistico – Michael Parenton Capo allenatore - Capo-allenatore - Darren Rizzi Altri allenatori - Preparatore atletico – Matt Clapp - Direttore della scienza sportiva – Matt Rhea - Assistente p.a. – Charles Byrd - Assistente p.a. – Rob Wenning Allenatori dell'attacco - Coordinatore offensivo - Pete Carmichael Jr. - Gioco sui passaggi/quarterback – Ronald Curry - Running backs – Joel Thomas - Wide receiver – Kodi Burns - Gioco sulle corse/tight end – Dan Roushar - Offensive line – Doug Marrone - Assistente Offensive line – Zach Strief - Assistente offensivo – Declan Doyle - Assistente capo-all./assistente attacco – Kevin Petry - Assistente attacco – D.J. Williams - Assistente attacco senior – Bob Bicknell Allenatori della difesa - Co-coordinatore difensivo/defensive line – Ryan Nielsen - Co-coordinatore difensivo/secondary – Kris Richard - Linebacker – Michael Hodges - Assistente secondary – Cory Robinson - Assistente difesa senior – Peter Giunta - Assistente difesa – Jordan Taylor - Assistente difesa – Sterling Moore - Specialista pass rush – Brian Young Allenatori dello special team - Assistente special team – Phil Galiano |

## Roster
| Roster dei New Orleans Saints |
| --- |
| Quarterback - 4 Derek Carr - 3 Jake Haener - 18 Spencer Rattler Running Back - 41 Alvin Kamara - 33 Jordan Mims - 46 Adam Prentice FB - 21 Jamaal Williams Wide Receiver - 16 Bub Means - 12 Chris Olave - 17 A.T. Perry - 22 Rashid Shaheed - 84 Mason Tipton - 11 Cedrick Wilson Jr. Tight End - 7 Taysom Hill - 85 Dallin Holker - 83 Juwan Johnson - 87 Foster Moreau Offensive Linemen - 75 Taliese Fuaga T - 78 Erik McCoy C - 62 Lucas Patrick G - 70 Trevor Penning T - 51 Cesar Ruiz - 64 Nick Saldiveri G - 74 Oli Udoh T - 67 Landon Young T Defensive Linemen - 97 Khristian Boyd DT - 90 Bryan Bresee DT - 55 Isaiah Foskey DE - 96 Carl Granderson DE - 94 Cameron Jordan DE - 95 John Ridgeway III DT - 50 Khalen Saunders DT - 93 Nathan Shepherd DT - 98 Payton Turner DE - 99 Chase Young DE Linebacker - 56 Demario Davis MLB - 53 Jaylan Ford OLB - 6 Willie Gay OLB - 52 D'Marco Jackson MLB - 58 Anfernee Orji OLB - 20 Pete Werner OLB Defensive Back - 29 Paulson Adebo CB - 48 J.T. Gray FS - 5 Will Harris SS - 31 Jordan Howden SS - 23 Marshon Lattimore CB - 32 Tyrann Mathieu FS - 14 Kool-Aid McKinstry CB - 36 Rico Payton CB - 1 Alontae Taylor CB Special Team - 19 Blake Grupe K - 43 Matthew Hayball P - 49 Zach Wood LS Lista delle riserve - 73 Chandler Brewer T (IR) - 61 Sincere Haynesworth C (IR) - 77 Justin Herron T (IR) - 76 Trajan Jeffcoat DE (IR) - 25 Kendre Miller RB (IR-DRF) - 92 Tanoh Kpassagnon DE (PUP) - 76 Camron Peterson DT (IR) - 71 Ryan Ramczyk T (PUP) - 45 Nephi Sewell OLB (PUP) - 28 Rejzohn Wright CB (IR) Squadra di allenamento - 24 Johnathan Abram SS - 0 Ugo Amadi FS - 81 Kevin Austin Jr. WR - 38 Millard Bradford SS - 76 Austin Deculus T - 72 Josiah Ezirim T - 60 Kyle Hergel G - 86 Michael Jacobson TE - 35 Jacob Kibodi RB - 57 Niko Lalos DE - 66 Shane Lemieux G - 39 Charlie Smyth K - 13 Equanimeous St. Brown WR - 44 Isaiah Stalbird OLB - 91 Kendal Vickers DT - 82 Treyton Welch TE Roster aggiornato al 11 settembre 2024 53 attivi, 10 inattivi, 15 nella squadra di allenamento |
| Legenda - I rookie sono in corsivo. - Il primo ruolo è il principale mentre gli eventuali successivi indicano i ruoli secondari. - (IR) sta per Injured Reserve ed indica la lista ristretta per un solo giocatore infortunato che può tornare ad allenarsi dopo la settimana 6 e a rientrare in prima squadra dopo che questa ha giocato 8 partite. - (NF-Inj.) / (NF-Ill.) stanno rispettivamente per Non-Football Injured e Non-Football Illness ed indicano le liste dove viene inserito un giocatore che ha un infortunio o una malattia non dipendente dal football americano. - (PUP) sta per Physically Unable to Perform ed indica la lista dove viene inserito un giocatore mentre è in attesa di recuperare la condizione fisica. Nella stagione regolare dopo la sesta partita giocata dalla propria squadra, il giocatore ha tempo tre settimane per riprendere ad allenarsi, più tre settimane aggiuntive dal suo rientro agli allenamenti per rientrare in prima squadra. |

## Precampionato
Il 22 maggio 2024 furono annunciate le gare del precampionato.
| Precampionato |           |           |                       |           |        |                    |             |         |
| Settimana     | Data      | Ora (CT)  | Avversario            | Risultato | Record | Stadio             | TV          | Sintesi |
| 1             | 10 agosto | 7:00 p.m. | @ Arizona Cardinals   | V 16-14   | 1-0    | State Farm Stadium | Fox 8 (Fox) | Sintesi |
| 2             | 18 agosto | 7:00 p.m. | @ San Francisco 49ers | S 10-16   | 1-1    | Levi's Stadium     | Fox 8 (Fox) | Sintesi |
| 3             | 25 agosto | 1:00 p.m. | Tennessee Titans      | S 27-30   | 1-2    | Caesars Superdome  | Fox 8 (Fox) | Sintesi |

## Stagione regolare

### Calendario
Il calendario della stagione regolare fu reso noto il 15 maggio 2024. Data e orario della gara di settimana 18 furono definiti il 29 dicembre, subito dopo lo svolgimento del diciassettesimo turno.
| Stagione regolare |                    |                    |                          |                    |                    |                         |                    |                    |
| Settimana         | Data               | Ora (CT)           | Avversario               | Risultato          | Record             | Stadio                  | TV                 | Sintesi            |
| 1                 | 8 settembre        | 12:00 p.m.         | Carolina Panthers        | V 47-10            | 1-0                | Caesars Superdome       | Fox                | Sintesi            |
| 2                 | 15 settembre       | 12:00 p.m.         | @ Dallas Cowboys         | V 44-19            | 2-0                | AT&T Stadium            | Fox                | Sintesi            |
| 3                 | 22 settembre       | 12:00 p.m.         | Philadelphia Eagles      | S 12-15            | 2-1                | Caesars Superdome       | Fox                | Sintesi            |
| 4                 | 29 settembre       | 12:00 p.m.         | @ Atlanta Falcons        | S 24-26            | 2-2                | Mercedes-Benz Stadium   | Fox                | Sintesi            |
| 5                 | 7 ottobre          | 7:15 p.m.          | @ Kansas City Chiefs (M) | S 13-26            | 2-3                | Arrowhead Stadium       | ESPN               | Sintesi            |
| 6                 | 13 ottobre         | 12:00 p.m.         | Tampa Bay Buccaneers     | S 27-51            | 2-4                | Caesars Superdome       | Fox                | Sintesi            |
| 7                 | 17 ottobre         | 7:15 p.m.          | Denver Broncos (T)       | S 10-33            | 2-5                | Caesars Superdome       | Prime Video        | Sintesi            |
| 8                 | 27 ottobre         | 3:05 p.m.          | @ Los Angeles Chargers   | S 8-26             | 2-6                | SoFi Stadium            | Fox                | Sintesi            |
| 9                 | 3 novembre         | 12:00 p.m.         | @ Carolina Panthers      | S 22-23            | 2-7                | Bank of America Stadium | CBS                | Sintesi            |
| 10                | 10 novembre        | 12:00 p.m.         | Atlanta Falcons          | V 20-17            | 3-7                | Caesars Superdome       | Fox                | Sintesi            |
| 11                | 17 novembre        | 12:00 p.m.         | Cleveland Browns         | V 35-14            | 4-7                | Caesars Superdome       | Fox                | Sintesi            |
| 12                | Settimana di pausa | Settimana di pausa | Settimana di pausa       | Settimana di pausa | Settimana di pausa | Settimana di pausa      | Settimana di pausa | Settimana di pausa |
| 13                | 1º dicembre        | 3:05 p.m.          | Los Angeles Rams         | S 14-21            | 4-8                | Caesars Superdome       | Fox                | Sintesi            |
| 14                | 8 dicembre         | 12:00 p.m.         | @ New York Giants        | V 14-11            | 5-8                | MetLife Stadium         | Fox                | Sintesi            |
| 15                | 15 dicembre        | 12:00 p.m.         | Washington Commanders    | S 19-20            | 5-9                | Caesars Superdome       | Fox                | Sintesi            |
| 16                | 23 dicembre        | 7:15 p.m.          | @ Green Bay Packers (M)  | S 0-34             | 5-10               | Lambeau Field           | ESPN               | Sintesi            |
| 17                | 29 dicembre        | 12:00 p.m.         | Las Vegas Raiders        | S 10-25            | 5-11               | Caesars Superdome       | Fox                | Sintesi            |
| 18                | 5 gennaio          | 12:00 p.m.         | @ Tampa Bay Buccaneers   | S 19-27            | 5-12               | Raymond James Stadium   | Fox                | Sintesi            |

Note:
- Gli avversari della propria division sono in grassetto.
- Il simbolo "@" indica una partita giocata in trasferta.
- (M) indica il Monday Night Football e (T) il Thursday Night Football.

## Premi

### Premi settimanali e mensili
- Alvin Kamara:

giocatore offensivo della NFC della settimana 2
running back della settimana 2
- Taysom Hill:

giocatore offensivo della NFC della settimana 11
running back della settimana 11
- Bryan Bresee:

giocatore degli special team della NFC della settimana 14